# Peter Lorre
Peter Lorre (Ružomberok, 1904 - Hollywood, 1964) fou un actor alemany de procedència hongaresa.
Va treballar com a actor de teatre a Zúric, Viena i Berlín, on va ser descobert per Fritz Lang. Sota la seva direcció, va protagonitzar M, un assassí entre nosaltres (1931), notable inici d'una llarga sèrie d'interpretacions en pel·lícules de terror i policíaques, com ara The Man Who Knew Too Much, d'Alfred Hitchcock (1935), El falcó maltès de John Huston (1941) o Històries de terror de Roger Corman (1962). L'any 1951, va dirigir una única però notable pel·lícula expressionista, Der Verlorene.
Va fugir d'Alemanya després de la victòria nazi de 1933 i va refugiar-se a Londres, lloc on va interpretar una sèrie de pel·lícules molt populars, les de "Mr. Moto", un investigador japonès que resolia misteris a l'exòtic Orient. Mentrestant, a Alemanya, el règim nazi va utilitzar la seva imatge promocional del film M per a un cartell incitant a l'odi antisemita.
El 1939, va emigrar als Estats Units al costat del director austríac Billy Wilder i es va convertir en actor secundari de la Warner, fent-se famós por les seves aparicions en El falcó maltès, Casablanca (en què va interpretar el desafortunat "Ugarte", personatge clau en la història) i, més tard, Arsènic per compassió o 20.000 llegües de viatge submarí.
Sempre lligat a les produccions de la Warner, Lorre va convertir-se en un personatge molt popular als Estats Units dels anys 50 i 60, on van sorgir fins i tot imitadors del seu marcat accent alemany i la seva entonació dolenta i aguda. Els dibuixants de la Warner van dissenyar un personatge inspirat en la seva peculiar fisonomia que va protagonitzar algunes aventures al costat de Bugs Bunny.
Els últims anys de la seva vida van estar lligats al seu amic Vincent Price i a algunes produccions de terror.
El 2017, The Daily Telegraph el va nomenar un dels millors actors que mai no havia rebut una nominació a l'Oscar.

## Filmografia
- Die Verschwundene Frau (1929) (no surt als crèdits)
- Der weiße Teufel (1930) també coneguda com The White Devil
- Mann ist Mann (1931) també coneguda com A Man's a Man
- M, un assassí entre nosaltres (M) (1931)
- Bomben auf Monte Carlo (1931) també coneguda com a Bombs Over Monte Carlo
- Die Koffer des Herrn O.F. (1931)
- Fünf von der Jazzband (1932)
- Schuß im Morgengrauen (1932)
- Der weiße Dämon (1932) també coneguda com a Dope
- Stupéfiants (1932)
- F.P.1 antwortet nicht (1932)
- Les Requins du pétrole (1933)
- Du haut en bas (1933)
- Was Frauen träumen (1933)
- Unsichtbare Gegner (1933)
- The Man Who Knew Too Much (1934)
- Mad Love (1935)
- Crime and Punishment (1935)
- Agent secret (Secret Agent) (1936)
- Crack-Up (1936)
- Nancy Steele Is Missing! (1937)
- Think Fast, Mr. Moto (1937)
- Lancer Spy (1937)
- Thank You, Mr. Moto (1937)
- Mr. Moto's Gamble (1938)
- Mr. Moto Takes a Chance (1938)
- I'll Give a Million (1938)
- Mysterious Mr. Moto (1938)
- Mr. Moto's Last Warning (1939)
- Mr. Moto in Danger Island (1939)
- Mr. Moto Takes a Vacation (1939)
- Strange Cargo (1940)
- I Was an Adventuress (1940)
- Island of Doomed Men (1940)
- El desconegut del tercer pis (Stranger on the Third Floor) (1940)
- You'll Find Out (1940)
- Der Ewige Jude (1940)
- The Face Behind the Mask (1941)
- Mr. District Attorney (1941)
- They Met in Bombay (1941)
- El falcó maltès (The Maltese Falcon) (1941)
- All Through the Night (1941)
- Invisible Agent (1942)
- The Boogie Man Will Get You (1942)
- Casablanca (1942)
- The Constant Nymph (1943)
- Background to Danger (1943)
- The Cross of Lorraine (1943)
- Passatge a Marsella (Passage to Marseille) (1944)
- The Mask of Dimitrios (1944)
- Arsènic per compassió (Arsenic and Old Lace) (1944)
- The Conspirators (1944)
- Hollywood Canteen (1944)
- Hotel Berlin (1945)
- Confidential Agent (1945)
- Three Strangers (1946)
- Black Angel (1946)
- The Chase (1946)
- The Verdict (1946)
- The Beast with Five Fingers (1946)
- Morena i perillosa (My Favorite Brunette) (1947)
- Casbah (1948)
- Rope of Sand (1949)
- Quicksand (1950)
- Double Confession (1950)
- Der Verlorene (1951) (també guionista i direcció)
- Beat the Devil (1953)
- Casino Royale, episodi de la sèrie de televisió Climax!
- 20,000 Leagues Under the Sea (1954)
- La volta al món en vuitanta dies (Around the World in Eighty Days) (1956)
- Meet Me in Las Vegas (1956) (no surt als crèdits)
- Congo Crossing (1956)
- The Buster Keaton Story (1957)
- Silk Stockings (1957)
- The Story of Mankind (1957)
- El recluta (The Sad Sack) (1957)
- Hell Ship Mutiny (1957)
- El gran circ (The Big Circus) (1959)
- Scent of Mystery (1960)
- Voyage to the Bottom of the Sea (1961)
- Tales of Terror (1962)
- Five Weeks in a Balloon (1962)
- El corb (The Raven) (1963)
- The Comedy of Terrors (1964)
- Muscle Beach Party (1964)
- The Patsy (1964)